# Judô nos Jogos Pan-Americanos de 2007
O judô nos Jogos Pan-Americanos de 2007 foi realizado no Rio de Janeiro, Brasil, entre os dias 19 e 22 de julho. A modalidade foi disputada no Pavilhão 4A do Complexo Esportivo Riocentro com sete categorias para homens e sete para mulheres.

## Países participantes
Um total de 139 judocas de 22 países competiram nos Jogos Pan-Americanos:
| - ARG Argentina (12) - ARU Aruba (1) - BOL Bolívia (2) - BRA Brasil (14) - CAN Canadá (12) - CHI Chile (3) - COL Colômbia (6) - CUB Cuba (14) - ESA El Salvador (4) - ECU Equador (6) - USA Estados Unidos (14) |  | - GUA Guatemala (5) - HAI Haiti (4) - HON Honduras (2) - MEX México (6) - NCA Nicarágua (2) - PAR Paraguai (1) - PER Peru (2) - PUR Porto Rico (8) - DOM República Dominicana (7) - URU Uruguai (1) - VEN Venezuela (13) |

## Calendário
|  | Dia de competição |  | Dia de final |

## Medalhistas
Masculino
| Evento                  | Ouro                              | Prata                              | Bronze                                                          |
| ----------------------- | --------------------------------- | ---------------------------------- | --------------------------------------------------------------- |
| Até 60 kg detalhes      | Miguel Albarracin ARG Argentina   | Yosmani Pike CUB Cuba              | Javier Guedez VEN Venezuela Alexandre Lee BRA Brasil            |
| Até 66 kg detalhes      | João Derly BRA Brasil             | Roberto Ibáñez ECU Equador         | Yordanis Arencibia CUB Cuba Ludwig Ortiz VEN Venezuela          |
| Até 73 kg detalhes      | Ryan Reser USA Estados Unidos     | Leandro Guilheiro BRA Brasil       | Roland Girones CUB Cuba Nicholas Tritton CAN Canadá             |
| Até 81 kg detalhes      | Travis Stevens USA Estados Unidos | Mario Valles COL Colômbia          | Franklin Cisneros ESA El Salvador Óscar Cárdenas CUB Cuba       |
| Até 90 kg detalhes      | Tiago Camilo BRA Brasil           | Jorge Benavides CUB Cuba           | José Camacho VEN Venezuela Rick Hawn USA Estados Unidos         |
| Até 100 kg detalhes     | Oreidis Despaigne CUB Cuba        | Keith Morgan CAN Canadá            | Teófilo Diek DOM República Dominicana Luciano Corrêa BRA Brasil |
| Mais de 100 kg detalhes | Óscar Brayson CUB Cuba            | João Gabriel Schlittler BRA Brasil | Carlos Zegarra PER Peru Joel Brutus HAI Haiti                   |

Feminino
| Evento                 | Ouro                            | Prata                            | Bronze                                                             |
| ---------------------- | ------------------------------- | -------------------------------- | ------------------------------------------------------------------ |
| Até 48 kg detalhes     | Yanet Bermoy CUB Cuba           | Daniela Polzin BRA Brasil        | Jeanette Rodriguez USA Estados Unidos Paula Pareto ARG Argentina   |
| Até 52 kg detalhes     | Sheila Espinosa CUB Cuba        | Érika Miranda BRA Brasil         | Flor Velásquez VEN Venezuela María García DOM República Dominicana |
| Até 57 kg detalhes     | Danielle Zangrando BRA Brasil   | Valerie Gotay USA Estados Unidos | Yagnelys Mestre CUB Cuba Diana Villavicencio ECU Equador           |
| Até 63 kg detalhes     | Driulis González CUB Cuba       | Danielli Yuri BRA Brasil         | Ysis Barreto VEN Venezuela Daniela Krukower ARG Argentina          |
| Até 70 kg detalhes     | Ronda Rousey USA Estados Unidos | Mayra Aguiar BRA Brasil          | Catherine Roberge CAN Canadá Yuri Alvear COL Colômbia              |
| Até 78 kg detalhes     | Edinanci Silva BRA Brasil       | Yurisel Laborde CUB Cuba         | Marylise Lévesque CAN Canadá Lorena Briceño ARG Argentina          |
| Mais de 78 kg detalhes | Vanessa Zambotti MEX México     | Carmen Chala ECU Equador         | Priscila Marques BRA Brasil Ivis Dueñas CUB Cuba                   |

## Quadro de medalhas do judô
| Ordem | País                     | Medalha de ouro | Medalha de prata | Medalha de bronze |    |
| ----- | ------------------------ | --------------- | ---------------- | ----------------- | -- |
| 1     | CUB Cuba                 | 5               | 3                | 5                 | 13 |
| 2     | BRA Brasil               | 4               | 6                | 3                 | 13 |
| 3     | USA Estados Unidos       | 3               | 1                | 2                 | 6  |
| 4     | ARG Argentina            | 1               |                  | 3                 | 4  |
| 5     | MEX México               | 1               |                  |                   | 1  |
| 6     | ECU Equador              |                 | 2                | 1                 | 3  |
| 7     | CAN Canadá               |                 | 1                | 3                 | 4  |
| 8     | COL Colômbia             |                 | 1                | 1                 | 2  |
| 9     | VEN Venezuela            |                 |                  | 5                 | 5  |
| 10    | DOM República Dominicana |                 |                  | 2                 | 2  |
| 11    | ESA El Salvador          |                 |                  | 1                 | 1  |
| 11    | HAI Haiti                |                 |                  | 1                 | 1  |
| 11    | PER Peru                 |                 |                  | 1                 | 1  |
| TOTAL | TOTAL                    | 14              | 14               | 28                | 56 |